# Miroslav Lipovský
Miroslav Lipovský (* 19. listopadu 1976, Skalica) je slovenský hokejový brankář.

## Klubový hokej
Odehrál několik sezón v mateřském klubu HK 36 Skalica, později chytal v Žilině a Liptovském Mikuláši. Před ročníkem 2005/2006 se vrátil do Žiliny, jejíž významnou měrou pomohl k premiérovému titulu v české extralize. V úvodu sezony 2006/2007 přestoupil do HC Košice, kde působil tři sezóny. V sezóně 2009/2010 přestoupil do MsHK Žilina a sezónu 2010/2011 odehrál v Popradu, kde získal stříbro. V ročníku 2011/2012 působil v dánské hokejové nejvyšší soutěži v klubu Frederikshavn White Hawks, kde nastoupil v 43 utkáních, v nichž měl 90.14% úspěšnost a 2.94 gólu na zápas. Před sezónou 2012/2013 posílil prvoligový klub HK Spišská Nová Ves (28 zápasů). V prosinci 2012 odešel do extraligové Skalice na střídavý start, opačným směrem putoval Zdenko Kotvan.

### Tituly
- 2005/06 – MsHK Žilina
- 2008/09 – HC Košice

## Reprezentace
V slovenské reprezentaci odchytal 15 zápasů.